# Ferre Grignard
Ferre Grignard (Antwerpen, 13 maart 1939 - 8 augustus 1982) was een Belgische zanger en gitarist. Hij verwierf faam tijdens de jaren 60 met nummers als Ring, Ring, I've Got To Sing, Drunken Sailor, Captain Disaster en My Crucified Jesus.

## Biografie

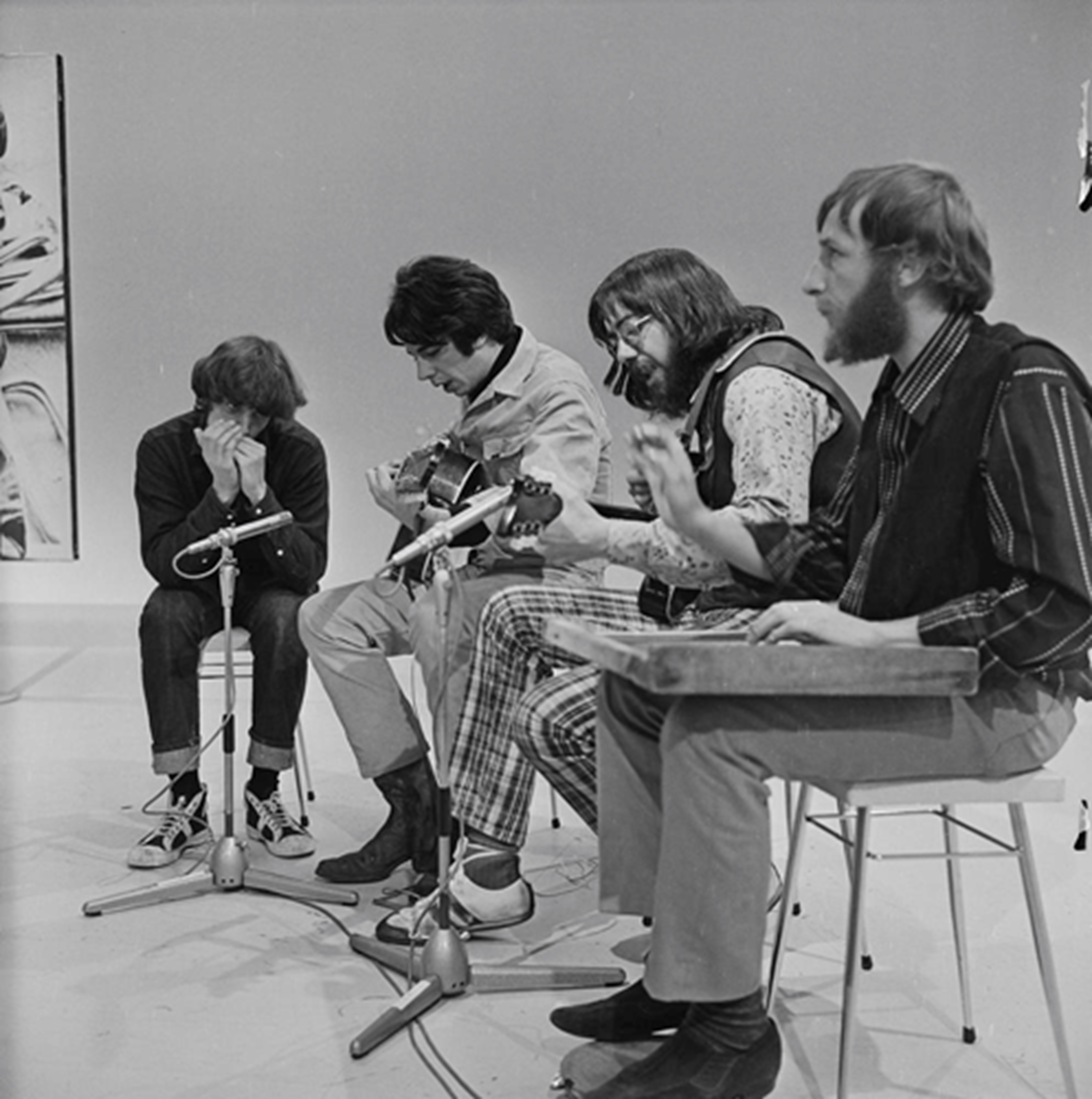
Ferre Grignard treedt met zijn groep op in Fanclub (1966)

Ferre werd geboren in een burgerlijk milieu waar hij later weinig mee te maken zou willen hebben. Tijdens zijn jeugd bij de scouts leerde hij gitaar spelen en met zijn broer en een vriend vormde hij een mondharmonicatrio. Hun optredens vonden plaats in echte skifflestijl met het typische wasbord. Toen hij eind jaren 50 van de twintigste eeuw kunstonderwijs ging volgen aan het Stedelijk Instituut voor Sierkunsten en Ambachten in de Cadixstraat in Antwerpen, kreeg hij bekendheid in de Antwerpse artiestenwereld. Niet omdat zijn schilderijen zo goed verkochten, maar omdat hij gitaar speelde en zong als een blanke zwarte. "Hij heeft de blues, al spreekt hij geen woord Engels", zei men weleens.
In 1964 werd in Antwerpen het muziekcafé De Muze geopend en Ferre Grignard mocht er elke donderdag optreden met George Smits op gitaar en mondharmonica en Miel De Somer op wasboard. Zijn song "Ring Ring I've Got To Sing" kende er zoveel succes dat Walter Masselis, een van de eigenaars van het café, er een single van liet persen. De eerste 500 exemplaren waren onmiddellijk uitverkocht. Hans Kusters, een talentscout van het Philipslabel, liet een nieuwe opname maken en de single werd een hit. Met zijn hippie-achtige imago, zijn lange haar en nonchalante uiterlijk, werd hij ook weleens de Vlaamse Bob Dylan genoemd.
Een hoogtepunt was een optreden in de Olympia in Parijs in april 1966. Kort daarop klaagde hij de Franse vedette Johnny Hallyday aan, die een bewerking had gemaakt van zijn tweede hit "My Crucified Jesus" met als titel "Cheveux longs idées courtes". Het plagiaat zelf kon hem niet zoveel schelen, wel het feit dat Hallyday er een tekst op had gemaakt, die beledigend was voor hippies in het algemeen en Grignard in het bijzonder. In oktober 1966 mocht hij zelfs optreden in de Star-Club in Hamburg, waar ooit The Beatles hadden opgetreden. Zelfs in Londen stonden er optredens geprogrammeerd. Ferre verdiende groot geld, maar jammer genoeg wist hij het niet te beheren.
Grignard leefde overeenkomstig zijn imago: wild en nonchalant. Bovendien waren er problemen met zijn platencontract en na een jaar van stilte verscheen in 1968 een nieuwe elpee: "Captain Disaster". Intussen was de motivatie er bij Ferre uit en zijn optredens werden slechter. Dat deed zijn carrière geen goed en de fans waren hem snel vergeten. De elpees die intussen nog verschenen, flopten en omdat Ferre nooit belastingen had betaald, werd in 1979 zijn inboedel openbaar verkocht. Ferre Grignard werd weer cafézanger. Vlak voordat hij in 1982 aan keelkanker zou overlijden, probeerde hij een comeback te maken, "met beklemmend werk, indringend als een lange doodskreet".
Ferre Grignard ligt begraven op de begraafplaats Schoonselhof te Wilrijk.

## Discografie
Albums
| Jaar | Titel                        | Referentie                |
| ---- | ---------------------------- | ------------------------- |
| 1966 | Ring, Ring, I've Got To Sing | Fontana - 858 088 FPY     |
| 1968 | Ferre Grignard               | Philips - 12837           |
| 1969 | Captain Disaster             | Disques Barclay - 920 117 |
| 1972 | Ferre Grignard (1972)        | Disques Motors - MT 44011 |
| 1978 | I Warned You                 | Philips - 6320 042        |

Singles
| Jaar | Titel                                                                     | Referentie            |
| ---- | ------------------------------------------------------------------------- | --------------------- |
| 1965 | Ring, Ring, I Have To Sing / Maureen                                      | De Muse - S 50116     |
| 1966 | Hash Bamboo Shuffle 1702 / Drunken Sailor                                 | Philips - 319 880     |
| 1966 | My Crucified Jesus / She's Gone                                           | Philips - 319 875     |
| 1966 | Ring, Ring, I've Got To Sing / We Want War                                | Philips - 319870 bf   |
| 1966 | Drunken Sailor / Hash Bamboo Shuffle 1702                                 | Philips - 319 880     |
| 1967 | A Worried Man / Maureen                                                   | Philips - 319 892     |
| 1968 | Captain Disaster / Tell Me Now                                            | Barclay - 60 956      |
| 1968 | La, Si, Do / Yellow You, Yellow Me                                        | Barclay - 60 847      |
| 1968 | Yellow You, Yellow Me / Close Your Noses … If La, Si, Do / Old Joe Clarck | Barclay - 71 199      |
| 1967 | Close Your Noses … If / Old Joe Clarck                                    | Barclay - 60 868      |
| 1969 | Yama, Yama, Hey / I Won't Have A Dance                                    | Barclay - 61 044      |
| 1971 | Railroad Bill / Maybe Tomorrow                                            | 6013 909              |
| 1972 | Lazy John / She's Back                                                    | Disques Motors - 4022 |
| 1973 | Knockin' Me Down / When I'm Down                                          | Ssm - 001             |
| 1978 | I Warned You / All Right                                                  | Philips - 6021 095    |

Compilaties
| Jaar | Titel                        | Referentie                 |
| ---- | ---------------------------- | -------------------------- |
| 1991 | The Best of Ferre Grignard   | Philips - 845 5442         |
| 1997 | Het beste van Ferre Grignard | Polygram - 536 0332        |
| 2002 | Lost Tracks                  | Nijgh & Van Ditmar - 21311 |

### Hitnoteringen
| Album met hitnotering(en) in de Vlaamse Ultratop 200 albums | Datum van verschijnen | Datum van binnenkomst | Hoogste positie | Aantal weken | Opmerkingen |
| ----------------------------------------------------------- | --------------------- | --------------------- | --------------- | ------------ | ----------- |
| Integraal                                                   | 2014                  | 29-11-2014            | 51              | 16*          |             |

| Single met hitnotering(en) in de Vlaamse Ultratop 50 | Datum van verschijnen | Datum van binnenkomst | Hoogste positie | Aantal weken | Opmerkingen |
| ---------------------------------------------------- | --------------------- | --------------------- | --------------- | ------------ | ----------- |
| Ring ring, I've got to sing                          | 1966                  | 02-04-1966            | 10              | 8            |             |
| Drunken sailor                                       | 1966                  | 03-12-1966            | 16              | 4            |             |

### NPO Radio 2 Top 2000
| Nummer met noteringen in de NPO Radio 2 Top 2000 | '00 | '01  | '02  | '03  | '04  | '05  | '06  | '07  | '08  | '09  | '10  | '11  |
| ------------------------------------------------ | --- | ---- | ---- | ---- | ---- | ---- | ---- | ---- | ---- | ---- | ---- | ---- |
| Ring, Ring, I've Got to Sing                     | 968 | 1592 | 1061 | 1353 | 1259 | 1434 | 1373 | 1249 | 1314 | 1755 | 1625 | 1926 |

1. ↑  Een vetgedrukt getal geeft de hoogste notering aan.
2. ↑  2000 was het eerste jaar met een notering voor dit nummer.
3. ↑  Deze tabel is bijgewerkt tot en met de laatste editie (2024).

## Trivia

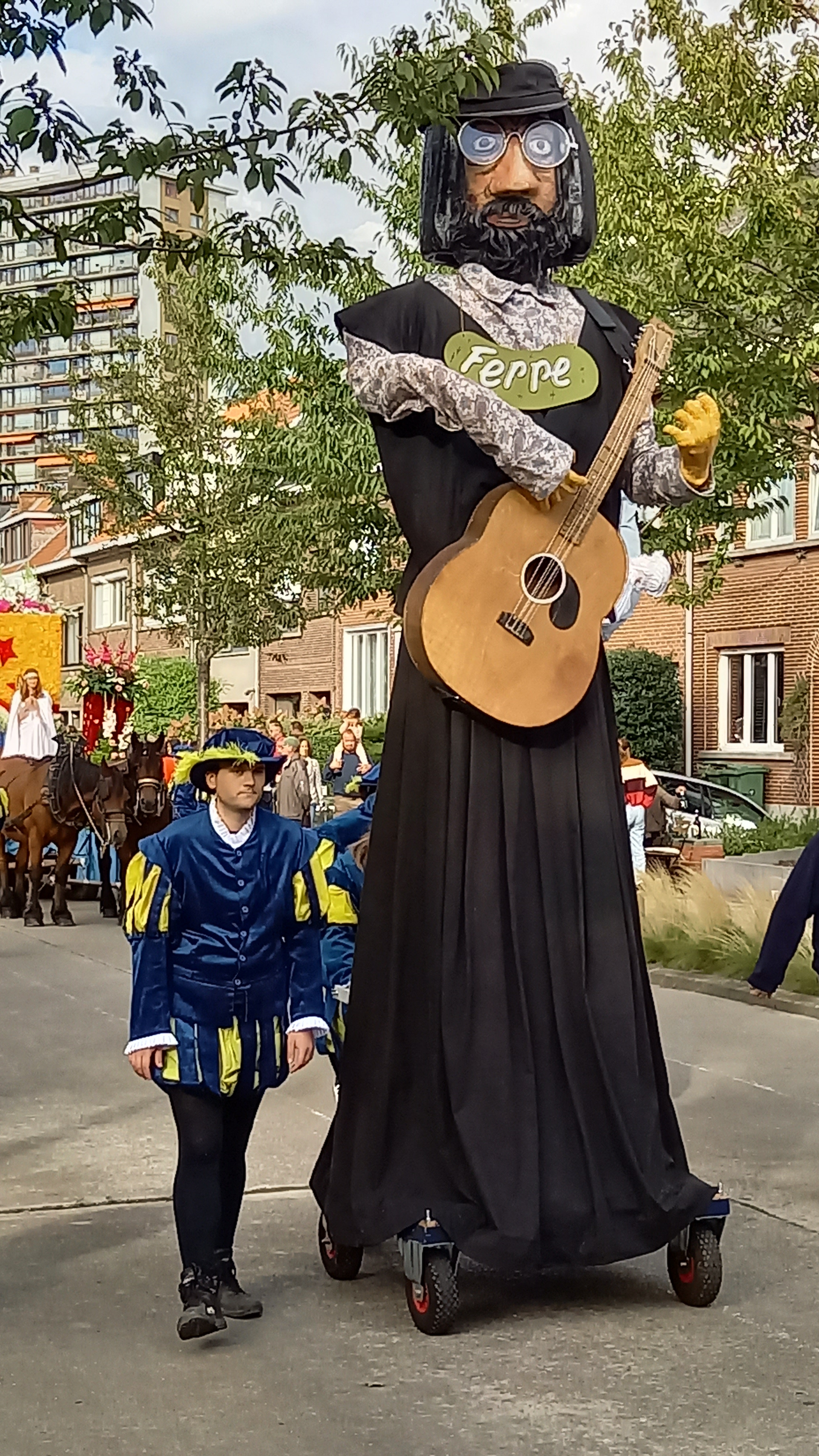
Geitestoet Wilrijk (2022)

- In het Suske en Wiske-album Taxi Tata staat op een cafémuur de tekst: "Ferre Grignard was here" geschreven.
- Omdat hij vaak in het Antwerpse jazzcafé "De Muze" zat, hangt er ook nu nog steeds een groot portret van Grignard aan de muur.
- In 2005 eindigde hij op nr. 185 in de Vlaamse versie van De Grootste Belg, buiten de officiële nominatielijst.
- Ter nagedachtenis van Wilrijkenaar Ferre Grignard wordt op 30 maart 2019 reus Ferre gedoopt en ingewijd bij het Vlaamse reuzenbestand. In 2022 neemt de reus voor de eerste keer deel aan de Wilrijkse Geitestoet.